# Simplicia macrotheca
Simplicia macrotheca là một loài bướm đêm trong họ Noctuidae.